# Praearaneus bruckschi
Famille
Genre
Espèce
Praearaneus bruckschi est une  espèce fossile d'araignées aranéomorphes, la seule du genre Praearaneus et de la famille des Praearaneidae.

## Distribution
Cette espèce dans a été découverte de l'ambre de Birmanie. Elle date du Crétacé.

## Publication originale
- Wunderlich, 2017 : New and rare fossil spiders (Araneae) in mid Cretaceous amber from Myanmar (Burma), including the description of new extinct families of the suborders Mesothelae and Opisthothelae as well as notes on the taxonomy, the evolution and the biogeography of the Mesothelae. Beiträge zur Araneologie, vol. 10, p. 72–279.